# Bančna skupina Raiffeisen
Raiffeisen Zentralbank Österreich AG (na kratko RZB) je osrednja ustanova skupine Raiffeisen Banking Group Austria (RBG) in deluje tudi kot središče celotne skupine RZB, katere največji član je družba Raiffeisen Bank International AG (RBI). RZB je osrednja povezava med Raiffeisen Banking Group Austria (RGB) in Raiffeisen Bank International AG (RBI), ki ima svoje bančno omrežje v Srednji in Vzhodni Evropi.
Skupina RZB je bila ustanovljena leta 1927 in danes skupno zaposluje preko 59.000 ljudi. Je tretja največja avstrijska banka, katere bilančna vsota je ob koncu leta 2011 znašala 147 milijarde evrov.

## Raiffeisen Bank International AG (RBI)
Raiffeisen Bank International s svojimi približno 3.000 bančnimi podružnicami, leasing družbami in predstavniškimi pisarnami posluje na 17 tržiščih Srednje in Vzhodne Evrope, kjer s svojimi storitvami trenutno skrbi za potrebe več kot 14 milijonov strank.

### Slovenija
Hčerinsko podjetje družbe Raiffeisen Bank International AG je bila tudi Raiffeisen Banka d.d., ki je od leta 2002 delovala v Sloveniji in je nastala iz nekdanje Krekove banke.
Ta je leta 2009 prejela Valvasorjevo častno priznanje za izjemen prispevek in sponzorstvo Muzeja narodne osvoboditve Maribor.